# Kanton Gourdon
Kanton Gourdon (francouzsky Canton de Gourdon) je francouzský kanton v departementu Lot v regionu Midi-Pyrénées. Tvoří ho 10 obcí.

## Obce kantonu
- Anglars-Nozac
- Gourdon
- Milhac
- Payrignac
- Rouffilhac
- Saint-Cirq-Madelon
- Saint-Cirq-Souillaguet
- Saint-Clair
- Saint-Projet
- Le Vigan